# Chartreuse de Cazalla de la Sierra
La chartreuse de la Conception-de-La-Bienheureuse-Vierge-Marie est un ancien monastère de Chartreux, situé sur une colline à cinq kilomètres de la ville de Cazalla de la Sierra, dans la Province de Séville en Espagne.

## Histoire
Entre 1417 et 1420, Lope de Olmedo fonde, sur le site, le monastère de Saint Jérôme de Acela, renommé Saint Isidore, et reçoit de Martin V les privilèges accordés aux maisons hiéronymites de Guadalupe et Lupiana (es). En 1476, les chartreux de Séville reprennent le monastère aux hiéronymites.
Cette maison est fondée en 1479 sur le domaine de la chartreuse de Séville. Pauvre, malsaine, la nouvelle maison est un poids pour sa maison-mère. De nombreux projets de translation sont élaborés sans succès.
Les moines ont l'habitude d'accueillir les pèlerins qui font le chemin de Compostelle dans la maison du pèlerin et se consacrent aux travaux agricoles et mettent au point la technique de fabrication de liqueurs anisés avec les surplus de la production de vin de la région, aujourd'hui connues sous le nom de liqueur de Cazalla.
Les bâtiments ne sont achevés qu’au XVIIIe siècle. La communauté est momentanément dispersée par l’invasion napoléonienne, au moment de la guerre d'indépendance espagnole.
La chartreuse est définitivement supprimée en 1835 avec toutes les maisons religieuses d’Espagne, à cause du désamortissement de Mendizábal qui organise la confiscation des propriétés des congrégations et en 1836, les moines sont expulsés de la chartreuse.
Le monastère tombe en ruine. En 1973, il est acheté par l'anglais Alexander Harrington qui transforme la chapelle des pèlerins en résidence et la revend à Carmen Ladrón de Guevara qui commence la restauration, et obtient le prix Europa Nostra en 1986. Les propriétaires actuels, La Cartuja de Cazalla SL achètent le monument en 1995 et poursuivent  la réhabilitation générale.

## Personnalités liées à Cazalla

### Prieurs
Le prieur est le supérieur d'une chartreuse, élu par ses comprofès ou désigné par les supérieurs majeurs.
- 1514-1519: Jean de Padilla (1468-1520), né à Séville, il entre à la chartreuse de cette ville à l’âge d’environ trente ans, prieur en 1502, et de là transféré aux priorats d’Aniago en 1503, de El Paular en 1508, de Séville à nouveau en 1512, de Cazalla en 1514, et une troisième fois de Séville en 1519. Ses célèbres poésies le faisaient surnommer « el Cartuxano ».
- 1551-1556 : Fernand Pantoja (†1582), de famille noble, il entre à la chartreuse de Séville en 1518; il est successivement sacristain, procureur et prieur à Aniago, en 1541 puis prieur de Cazalla en 1551. Encore prieur en 1556 à Aniago, vicaire à Séville en 1567; nommé prieur de Cazalla, élu prieur de Séville la même année. Il lutte contre les tendances séparatistes espagnoles[note 2]. Déposé en 1580.
- 1558-1560 : Rodrigo de Valdepeñas (†1560), né à Valdepeñas, profès de El Paular, nommé prieur en 1536, puis passe aux priorats de Grenade en 1545, de Séville en 1552, de Cazalla en 1558 et de Xérès en 1560. . Il était visiteur de la province de Castille depuis 1552.
- 1609-1611 : François Galeas (†1614), docteur in utroque, alternant les travaux de jurisconsulte et d’enlumineur, profès de Séville en 1590; peintre et littérateur, il rédige et orne le Libro Becerro o Protocolo de la maison. Il devient ensuite prieur de Séville de 1604 à 1607 et de Cazalla de 1609 à 1611, tout en étant convisiteur de Castille et commissaire pour visiter les maisons portugaises. Il calligraphie aussi des livres sur la Passion pour la bibliothèque de l’église à Séville.
- 1625-1628 : Antonio Bravo de Laguna (†1659), né à Séville, docteur in utroque, il fait profession à la chartreuse de Séville en 1606, procureur et vicaire, puis prieur de Cazalla de 1625 à 1628.
- 1631-1635 : José de Santa Maria (†1643), originaire du Pérou, il fait profession à la chartreuse de Séville en 1608, prieur de Cazalla en 1631, de Séville en 1635, de El Paular en 1638, à nouveau de Séville en 1641. Il était aussi visiteur de la province de Castille.
- 1679-1681 : Juan de Mesa (†1688), profès de El Paular, prieur en 1668, puis successivement prieur d’Aniago en 1674, de Cazalla en 1679, encore d'Aniago en 1681 et de El Paular de 1682 à 1684.
- 1824-1832 : Louis-Gonzague Del Barrio (1776-1848), né à Logroño, il fit profession à la chartreuse de Miraflores le 18 octobre 1799. Il est un des agents actifs de la reprise de la vie monastique en Espagne après les invasions napoléoniennes, successivement prieur d’Aniago en 1817, de Cazalla en 1824, de Xérès en 1832, de Miraflores en 1835.

### Peintres
- Cristóbal Ferrado García (1621-1673), né à Amieva, il prend l’habit à la chartreuse de Séville en 1641, recteur de Cazalla de 1662 à 1667 et meurt à Séville le 29 avril 1673. Peintre, il est l'un des premiers naturalistes d'Andalousie. Il séjourne pour son art dans plusieurs maisons de la province de Castille. Il fait dix tableaux pour le cloître de Saint-Michel du monastère de Séville. Il en compose six autres qui, pour leur mérite, sont placés dans la salle priorale du même monastère. Tous ces tableaux représentent des traits de la vie de Jésus-Christ et de la Vierge, et font partie de la collection de l'Alcazar[4]. Il reste de lui deux tableaux représentant un chartreux en prière au sacraire de Miraflores (débris d’une décoration complète) ; une Vie de saint Bruno en six tableaux venant du petit cloître de Séville et une Vie de la Vierge venant de Cazalla, le tout au Musée des Beaux-Arts de Séville .